# Fahad Albutairi

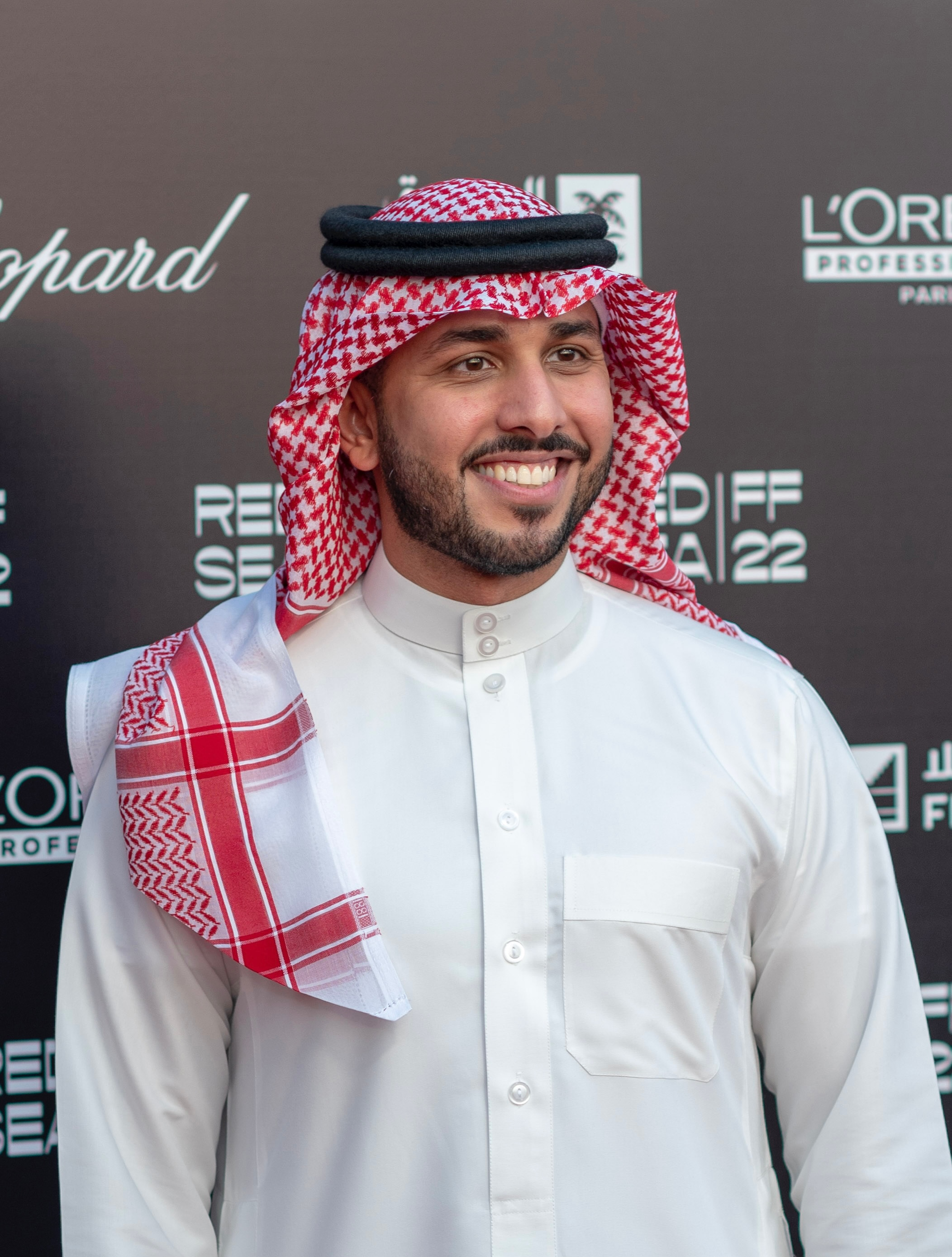
Fahad Albutairi (2022)

Fahad Albutairi (em árabe: فهد البتيري , nascido a 12 de maio de 1985) é um comediante, actor, roteirista e preso político da Arábia Saudita. Albutairi converteu-se no primeiro cómico a apresentar no palco profissionalmente da Arábia Saudita e na GCC, depois da relação das leis estritas na contra-mão da crítica de certos aspectos da sociedade da Arábia. 
Em março de 2018, foi detido na Jordânia, segundo os relatórios, "foi algemado, com os olhos vendados e levado de avião até à Arábia Saudita." A sua esposa, a activista pelos direitos da mulher, Loujain al-Hathloul, também está sob detenção.

## Biografia
Fahad Albutairi nasceu em Khobar, na Arábia Saudita. Albutairi começou a realizar comédia stand-up como estudante na Universidade do Texas em Austin, na qual se graduou em dezembro de 2007. O seu primeiro material tratou da sua identidade como estudante estrangeiro estudando na América do norte após os atentados do 11 de setembro. Considera que o seu verdadeiro começo foi nas noites de microfone aberto nos clubes de comédia local em Austin. A sua estreia como como comediante stand-up no Mundo Árabe foi a 2 de outubro de 2008, abrindo o show para Ahmed Ahmed e Maz Jobrani, no Bahrein, juntamente com outros comediantes como parte do turnê da Comédia Eixo do Maa.
Desde então, tem compartilhado o palco com comediantes como Gabriel Iglesias, Sebastian Maniscalco, Bobby Lee, Erik Griffin, Dean Edwards, Angelo Tsarouchas, Aron Kader e Dean Obeidallah. Albutairi apresentou-se regularmente na Arábia Saudita. Apesar de que inicialmente se preocupava a respeito de como as audiências na Arábia Saudita poderiam receber o seu show, a sua primeira actuação na Arábia Saudita foi em Riad, em fevereiro de 2009, a qual atraiu uma audiência de mais de 1200 pessoas. A 3 de novembro de 2009, foi eleito vencedor do Concorro Be a Part no Festival de Comédia Amman Stand-up entre 65 concorrentes de fala inglesa.
A 18 de março de 2010, tomou parte pela primeira vez em um stand-up no Iémen juntamente com seus parceiros comediantes Khalid Khalifa e Abraham Alkhairallah, e o cómico egípcio-americano Ahmed Ahmed. Também fez parte no show "Novos rostos da Comédia Árabe" no Festival de Comédia Árabe-Americano 2010 de Nova York, e foi uma das "Caras Novas" para ser eleito como o "Melhor da festa" na noite do festival.
Em março de 2013, tanto o The Washington Post como o El Nacional denominaram Albutairi como o "Seinfeld da Arábia Saudita." Fahad também foi eleito para estar no painel de juízes da maior competição de comédia ao vivo da região, "The Kit Kat Comedy Break Show".

### Filme
| Ano  | Título               | Papel        | Notas              |
| ---- | -------------------- | ------------ | ------------------ |
| 2015 | From A to B          | Yousef 'Jay' |                    |
| 2018 | Rashid & Rajab       | Fahad        | Pós-produção       |
| 2019 | A Love Above the Law | escritor     | em desenvolvimento |

### Televisão
| Ano  | Título                  | Papel                 | Notas                                                                                          |
| ---- | ----------------------- | --------------------- | ---------------------------------------------------------------------------------------------- |
| 2012 | Night Shift / شفت الليل | comprador             | Episódio: "In a Supermarket Very Very Soon / في سوبر ماركت قريب جداً جداً"Canal: Rotana Khalijia |
| 2017 | American Dêem!          | Bear Grylls (arábico) | Episódio: "The Bitchin' Race" - voz                                                            |
| 2017 | CUT                     | Abdulrahman           | Canal: MBC 1                                                                                   |